# レイマン・コントロール
レイマン・コントロール、ないし、レイマンコントロール（英語: layman control）は、一般的に行政等の分野において、専門家ではない一般市民に統制権限を委ねることをいい、特にアメリカ合衆国の教育行政制度における重要な原則となっている考え方。第二次世界大戦後の日本における教育委員会制度においても、プロフェッショナル・リー ダーシップ（professional leadership、専門的指導性）とともに重要な理念とされている。
英語では、lay control ともいい、日本語では、素人統制、民衆統制、住民統制、民主的統制などの訳語があり、さらにしろうと管理などと訳されることがある。

## 日本の教育委員会制度における理念
日本の教育委員会制度の理念については、レイマン・コントロールとプロフェッショナル・リー ダーシップの調和にあるとされる。
連合国軍占領下の1948年に導入された教育委員会は、従前の中央集権的な教育行政を排し、また地方の首長からも一定の距離を置いた独立した行政機関であり、「教育の専門家ではない非常勤の委員による合議制の執行機関で、教育の政治的中立性、安定性を確保しつつ、住民の意思と社会の良識を教育行政に反映させようという制度」としてレイマン・コントロールの理念に立つものであった。教員の教育行政への参画を排除する考え方は、教員に労働者としての団結権を認める方針との関係の中で強調されたものであった。
教育委員は、制度発足当初は公選制によって選ばれていたが、政治的対立が教育委員会に持ち込まれるなどしたため、1956年に「政治的中立性の確保と一般行政との調和の実現を目的として」「地方教育行政の組織及び運営に関する法律」が制定され、首長による任命制へと移行した。現行のレイマン・コントロールについて、第41回中央教育審議会地方教育行政部会では、「専門家だけの判断に偏することなく、住民のニーズを適切に施策に反映させる仕組み」、「裁判員制度と同じで、専門家だけだと偏った方向へ行くという考え方が、レイマンコントロールに道を開いている」といった見解が述べられており、レイマンの概念についても「これまで素人という意味合いが強かったが、むしろ予断や偏見を排して事柄に臨む人たちと考えるべき」、「素人でなく、一般常識人と捉えるべき」といった見解が述べられている。